# Lezina obscura
Lezina obscura är en insektsart som först beskrevs av Burr 1900.  Lezina obscura ingår i släktet Lezina och familjen Gryllacrididae. Inga underarter finns listade i Catalogue of Life.